# Haute-volee
Haute-volee (Alta società) op. 155 è una polka di Johann Strauss II.
L'elegante polka Haute-volee risale alla seconda metà del 1854, periodo in cui, sfortunatamente per Strauss, la popolazione di Vienna era più preoccupata degli sviluppi degli eventi in Crimea e dell'epidemia di colera che infuriava nella capitale, piuttosto che delle composizioni di Johann Strauss.
La prima esecuzione del brano ebbe luogo ad un festival imperiale nei Volksgarten il 17 agosto 1854.
Questa fu una di una serie di brani del compositore, risalenti a questo periodo, che passò quasi inosservata, date le difficoltà politiche e sociali del momento.